# Перри (округ, Огайо)
Округ Перри (англ. Perry County) располагается в штате Огайо, США. Официально образован 1 марта 1818 года. По состоянию на 2010 год, численность населения составляла 36 058 человека.

## География
По данным Бюро переписи США, общая площадь округа равняется 1 068,350 км2, из которых 1 056,643 км2 суша и 11,707 км2 или 1,100 % это водоёмы.

## Население
По данным переписи населения 2000 года в округе проживает 34 078 жителей в составе 12 500 домашних хозяйств и 9 350 семей. Плотность населения составляет 32,00 человек на км2. На территории округа насчитывается 13 655 жилых строений, при плотности застройки около 13-ти строений на км2. Расовый состав населения: белые — 98,54 %, афроамериканцы — 0,22 %, коренные американцы (индейцы) — 0,28 %, азиаты — 0,10 %, гавайцы — 0,01 %, представители других рас — 0,09 %, представители двух или более рас — 0,76 %. Испаноязычные составляли 0,45 % населения независимо от расы.
В составе 36,70 % из общего числа домашних хозяйств проживают дети в возрасте до 18 лет, 60,10 % домашних хозяйств представляют собой супружеские пары проживающие вместе, 9,80 % домашних хозяйств представляют собой одиноких женщин без супруга, 25,20 % домашних хозяйств не имеют отношения к семьям, 21,40 % домашних хозяйств состоят из одного человека, 9,90 % домашних хозяйств состоят из престарелых (65 лет и старше), проживающих в одиночестве. Средний размер домашнего хозяйства составляет 2,70 человека, и средний размер семьи 3,13 человека.
Возрастной состав округа: 28,10 % моложе 18 лет, 8,50 % от 18 до 24, 29,10 % от 25 до 44, 22,30 % от 45 до 64 и 22,30 % от 65 и старше. Средний возраст жителя округа 35 лет. На каждые 100 женщин приходится 98,90 мужчин. На каждые 100 женщин старше 18 лет приходится 95,40 мужчин.
Средний доход на домохозяйство в округе составлял 34 383 USD, на семью — 40 294 USD. Среднестатистический заработок мужчины был 31 664 USD против 21 147 USD для женщины. Доход на душу населения составлял 15 674 USD. Около 9,40 % семей и 11,80 % общего населения находились ниже черты бедности, в том числе — 15,20 % молодежи (тех, кому ещё не исполнилось 18 лет) и 12,70 % тех, кому было уже больше 65 лет.